# Gare de Houten-Castellum
La gare de Houten-Castellum (en néerlandais station Houten Castellum) est une gare néerlandaise située dans un quartier méridional de Houten, dans la province d'Utrecht.
La gare est située sur la ligne Utrecht - Boxtel, reliant le centre du pays au sud (vers Eindhoven et Maastricht.
Les trains s'arrêtant à la gare de Houten Castellum font partie du service assuré par les Nederlandse Spoorwegen reliant Utrecht à Bréda et à Tiel.
La gare actuelle a été ouverte le 12 décembre 2010 et est toujours en service. Auparavant, cette gare avait déjà été ouverte aux voyageurs du 8 janvier 2001 jusqu'au 14 décembre 2008.